# Herschel Grynszpan
Herschel Feibel Grynszpan (en allemand Hermann Grünspan; en yiddish הערשל פײַבל גרינשפּאן), né le 28 mars 1921 à Hanovre en Reich allemand et probablement mort abattu au début de 1945 dans un lieu inconnu, est un Juif d'origine polonaise par ses parents, connu pour avoir abattu à Paris, le 6 novembre 1938, Ernst vom Rath, troisième secrétaire à l'ambassade d'Allemagne, alors située au 78 rue de Lille, aussitôt promu conseiller de première classe par Hitler pour accentuer la gravité du crime commis.
Cet attentat est instrumentalisé, et utilisé par Hitler comme prétexte pour lancer des opérations de grande envergure contre les Juifs d'Allemagne qui aboutiront à la nuit de Cristal, dans la soirée du 9 au 10 novembre 1938 et à ses actes antisémites d'une sauvagerie inédite : incendies et destructions de synagogues, pillages de magasins juifs, arrestations de plus de 30 000 juifs allemands envoyés en camps de concentration, tueries de plusieurs centaines de Juifs à travers le pays.  
Herschel Grynzspan est déclaré mort en 1960 par décision de justice à la demande de ses parents, émigrés en Israël en 1948 après avoir quitté l'Union Soviétique où ils s'étaient réfugiés après l'offensive allemande en Pologne en septembre 1939. Cependant, son sort réel après 1945 demeure inconnu. Livré par le gouvernement de Vichy à la Gestapo en juillet 1940, après la défaite de la France, il est emmené en Allemagne, où il vit soit en prison soit en camp de concentration avec un régime spécial. Il est généralement considéré comme n'ayant pas survécu à la Seconde Guerre mondiale. Toutefois, une photographie représentant un homme lui ressemblant fortement fait son apparition en décembre 2016 dans le but de prouver qu'il aurait survécu à la fin de la Seconde Guerre mondiale et qu'il vivait à Bamberg le 3 juillet 1946, dans un camp de  « personnes déplacées » géré par l'armée américaine.

## Famille
Herschel Grynszpan est le cadet d'une fratrie de huit enfants, dont trois seulement parviendront à l'âge adulte. Il est le fils de Sendel / Shmuel Grynszpan, tailleur, et de Rifka Silberberg, tous deux originaires des environs de Radomsko, près de Dmenin en Pologne, alors partie de l'Empire russe. L'essayiste Guy Sorman est son cousin. Marié en 1910, le couple quitte la Pologne en 1911 pour s'installer dans l'Empire allemand, à Hanovre, où naîtront tous les enfants. Malgré cela, ces derniers ne bénéficient pas de la nationalité allemande, le droit du sang étant le seul appliqué à l'époque dans le pays. Ils deviendront citoyens polonais après la Première Guerre mondiale. Les Grynszpan sont considérés comme des Ostjuden ("Juifs de l'Est") par les Allemands et par de nombreux Juifs d'Europe de l'Ouest. Les Ostjuden parlaient généralement yiddish, étaient plus pauvres et moins éduqués, et avaient tendance à avoir une pratique religieuse plus stricte que les Juifs allemands, qui se considéraient avant tout comme Allemands et ensuite seulement comme juifs.
Le 11 novembre 1912 naît un premier enfant, mort-né. Le 20 janvier 1914 naît Sophie-Hélèna, décédée de la scarlatine en 1928. Le 30 janvier 1916 naissent à Hanovre Berth-Beila, décédée en URSS vers 1941, et sa jumelle Esther. Mordechai naît le 29 août 1919, puis c'est le tour le 20 mai 1920 de Salomon, décédé en 1931 dans un accident de la route. Le 28 mars 1921, Herschel (Herman ou Henri), le dernier enfant, vient au monde.
La famille vit assez pauvrement. Jusqu'en 1933. Sendel, le père, travaille comme tailleur contremaître à l'usine de vêtements de son frère Wolf à Cassel mais celui-ci la ferme en 1933 pour fuir l'antisémitisme et émigre avec son épouse Lotte Buch en Belgique. Sendel Grynszpan est obligé d'abandonner son échoppe en 1934 et fait quelques brocantes pour survivre. Il sera aussi marchand de lait. C'est une autre branche de la famille, les Misanski-Grynszpan, qui leur viennent en aide mais les Misanski quittent à leur tour l'Allemagne pour Bruxelles en août 1939 : le fils, Léopold, la mère, Rosa-Ruchla, et le père, Herman, libéré du camp de Dachau après la nuit de Cristal s'installent au 37 rue des Tanneurs chez Zaslavsky. On trouve aussi un cousinage entre la famille Grysnzpan et Samuel Schwarzbard né à Smolensk en 1888 : ce dernier, dans les années 1920, vécut quelque temps au n°92 de la rue des Tanneurs à Bruxelles avec son épouse Yvonne Chapuis. Samuel Schwarzbard est le frère de Scholem Schwarzbard né en 1886 à Ismail, celui qui tue à Paris rue Racine Petliura, le Président en exil de l'Ukraine libre, ayant laissé faire les pogroms en Ukraine à compter de 1919, lors de la constitution de l'Ukraine indépendante et n'ayant pas lutté contre les innombrables Pogroms dans la Russie du Tsar, avant 1918.
Après le rétablissement de la Pologne en novembre 1918 et le traité de Versailles en juin 1919, les Grynszpan, jusque-là sujets russes, deviennent polonais. Mais, le 31 mars 1938, la Pologne décide de retirer dès le 1er novembre 1938 leur nationalité à ses ressortissants installés à l'étranger depuis plus de cinq ans et ayant perdu tout lien avec la Pologne.
Dans la nuit du 28 au 29 octobre 1938, les nazis expulsent d'Allemagne 35 000 Juifs polonais, qui risquent de devenir apatrides : c'est la Polenaktion. À Hanovre, 484 personnes sont dans ce cas, parmi lesquelles les Grynszpan. Herschel se trouve depuis le 3 avril 1937 en France, en situation d'immigré illégal.

## Le parcours d'Herschel avant l'assassinat

### Formation
Né dans un milieu très religieux et isolé linguistiquement, Herschel grandit avec une conscience très forte de sa judéité. Après avoir été renvoyé de l'école maternelle, il entre en 1926 à l'école communale de Hanovre, où il reste jusqu'en 1935 sans avoir atteint la terminale ; adolescent intelligent et sensible mais paresseux et susceptible, c'est un bagarreur au mauvais caractère, prompt à répondre aux insultes antisémites, fréquentes, par les coups. Il se plaindra plus tard d'avoir été considéré comme un rebut et par conséquent mis à l'écart à la fois par ses condisciples et par ses maîtres. Il est toutefois un membre actif du club de sport juif Bar-Kochba Hanover.
Il quitte l'école en 1935 et avec le soutien financier de la communauté juive de Hanovre, il part le 10 mai pour la yeshiva Salomon Breuer à Francfort, où il compte apprendre l'hébreu pour émigrer en Palestine. Il en ressort le 15 avril 1936 et retourne vivre chez ses parents mais le Bureau local d'émigration vers la Palestine le trouve trop jeune et lui demande d'attendre un an. Ses parents comptent l'envoyer à Paris chez son oncle Abraham Grünspann et sa tante Chawa Berenbaum, mais au lieu de cela, Herschel, qui est parvenu à obtenir un passeport polonais et un permis de séjour allemand, est autorisé à quitter le pays en direction de la Belgique, où son oncle Wolf est installé depuis 1933 avec sa femme, Lotte Buch.

### L'émigration en Belgique
Herschel est un ressortissant polonais né en Allemagne et qui dispose d'un passeport polonais établi pour deux ans, mais il doit demander à la police  allemande un visa pour la Belgique. Ayant toujours le désir d'émigrer en Palestine, il fait à la synagogue une rencontre qui va changer sa vie : « Un garçon comme toi ne doit pas rester en Allemagne où un Juif n'est pas un homme, mais traité comme un chien. ». Il lui est conseillé d'aller en France.
Le 21 juillet 1936, il quitte Hanovre pour Essen, où il loge quatre jours : deux jours chez son oncle et sa tante, Isaac Grynszpan et Hawa Rychter, et leurs fils Rudy et Siegfried, et deux jours chez sa tante Esthera Grynszpan-Strassberg et sa fille Doris. Il arrive à Bruxelles en soirée le 25 juillet, où il est accueilli par son oncle Wolf Grünspann et sa tante Lotte Buch, qui logent au 60 rue de Suède à St Gilles. Wolf exploite un magasin de confection pour hommes (costumes) et garçonnets, au 140 rue des Tanneurs à Bruxelles. Malheureux et se sentant seul chez deux personnes âgées, il se fait héberger ensuite chez un cousin germain, Zaslawsky Itskhok (beau fils de Ruchla Grynszpan, veuve d'Abraham Frysz du 92 rue des Tanneurs), dans une famille avec 5 enfants, au 37 rue des Tanneurs. Pendant ce séjour à Bruxelles, Herschel travaille comme magasinier aux 90/92 rue des Tanneurs, dans la quincaillerie familiale de fournitures en gros pour maroquiniers. Il aide également à la fabrique de galoches, pantoufles et chaussures au 90 rue des Tanneurs, dans le quartier ouvrier des « Marolles » de Bruxelles. C'est là qu'Herschel noue une idylle amoureuse avec une cousine, Tatiana Igolinsky, fille de Zaslavskova Khay-Sura, installé au 35 rue des Tanneurs, sœur de Zaslavsky Itskhok. Mais il est très mal vu dans l'entourage familial et l'épouse d'Itskhok Zaslavsky, Esther Frysz, et sa sœur Rayzla Rosenthal-Frysz, acceptent de l'emmener à Paris le 3 avril 1937. Elles prennent avec Herschel le premier train du matin Gare du Midi à Bruxelles pour Valenciennes le 3 avril 1937. Herschel traverse la frontière le matin avec les ouvriers frontaliers polonais des mines à Quiévrain et entre en France illégalement. Il rejoint les deux tantes à Valenciennes et ensemble, ils gagnent Paris, où Herschel va s'installer chez l'oncle Abraham, au n° 23 Bd Richard-Lenoir.

### Le séjour à Paris
À Paris, il vit dans une petite enclave de Juifs polonais orthodoxes s'exprimant en yiddish et ne rencontre pas grand monde en dehors de cette communauté, n'apprenant que quelques mots de français en deux ans. Dans les premiers temps, il vit une vie insouciante de poète des rues, bohémien passant ses journées à errer sans but en se récitant des poèmes yiddish. Les deux grands centres d'intérêt de Herschel, outre l'exploration de Paris, sont la vie dans les cafés et le cinéma. D'octobre 1936 à août 1938, il tente d'obtenir des papiers pour régulariser sa situation et travailler ou étudier légalement. Déclaration du Commissaire Valentini : Le jeune Grynszpan est entré en France environ un an et demi avant le 7 novembre 1938 (attentat à l'Ambassade d'Allemagne) suivant les documents de la Préfecture de Police de Paris. Herschel Grynszpan était à Bruxelles au n° 37 rue des Tanneurs du 25 juillet 1936 au 3 avril 1937 (sources familiale).
Son oncle Abraham inscrit Herschel le 10 avril 1937 à la préfecture de police et signe un certificat d'hébergement par lequel il s'engage à assurer la subsistance de son neveu et à lui apprendre un métier. Chaque semaine, Herschel reçoit 30  à   40 francs pour l'aide qu'il donne à l'atelier de confection que dirige Abraham. Il participe souvent à des sorties organisées par des groupements sportifs ou par des journaux juifs et sort avec son ami Nathan Kaufman qui habite dans le même quartier que lui.
Mais les mois passent. Son permis de retour allemand expire en avril 1937, son passeport polonais en janvier 1938. Il se retrouve donc sans papiers et interdit de séjour dans quatre pays à la fois : France, Belgique, Pologne et Allemagne. Il reçoit son ordre d'éloignement en juillet 1937, mais reste en France, se sachant sans avenir en Allemagne. En mars 1938, la Pologne fait par ailleurs passer une loi privant de la nationalité polonaise toute personne ayant résidé hors de Pologne pendant plus de cinq ans. Herschel Grynszpan devient donc apatride.
Pauvre et solitaire, sans qualifications particulières, il se retrouve dans une situation désespérée et dépend totalement de son oncle Abraham, qui est également très pauvre. Il refuse cependant diverses possibilités d'emploi par peur d'une arrestation et cela accentue les tensions avec son oncle et sa tante. Le 11 août 1938, il reçoit un ordre d'expulsion dans les quatre jours. Il oblige son oncle à le cacher dans une chambre de bonne au 5e étage du 8, rue Martel. Les rares personnes qui le fréquentent à cette époque le décrivent comme un adolescent timide, émotif, qui pleure souvent en évoquant le sort des Juifs dans le monde (idée qui l'obsède), en particulier celui de sa famille bien-aimée en Allemagne. Issu d'une famille très unie et aimante, Herschel parle souvent de l'amour qu'il a pour ses proches et de sa souffrance à vivre éloignés d'eux.
Le 3 novembre 1938, Herschel reçoit une carte de sa sœur Berta lui apprenant l'envoi de sa famille vers le camp polonais de Zbąszyn dans le cadre de la Polenaktion. À partir de là, il ne pense plus qu'à les venger. Le lendemain, vendredi 4 novembre, il lit un article relatant l'expulsion de 12 000 Juifs polonais d'Allemagne dans le journal yiddish Pariser Haint que son oncle reçoit. Le dimanche 6 novembre, il reproche à son oncle et sa tante leur manque de compassion à l'égard de leurs coreligionnaires. L'oncle se fâche : « Si tu n'es pas content, tu n'as qu'à partir. ». Herschel quitte alors la maison avec seulement 300 francs et prend une chambre dans un hôtel de troisième ordre, l'Hôtel de Suez, situé 17, boulevard de Strasbourg.
Le lundi 7 novembre 1938, au petit matin, il écrit une lettre d'adieu à ses parents au dos d'un portrait de lui : 

« Mes chers parents, je ne pouvais agir autrement. Que Dieu me pardonne. Mon cœur saigne lorsque j'entends parler de la tragédie des 12 000 Juifs. Je dois protester pour que le monde entier entende mon cri et cela, je suis contraint de le faire. Pardonnez-moi. Herschel »

## L'attentat et son mobile

### L'attentat
Après avoir pris son petit déjeuner à l'hôtel, Grynzspan se rend à 8 h 30 dans la coutellerie-armurerie La Fine Lame, au 61 faubourg Saint-Martin. Il y explique qu'il a besoin d'une arme, car il doit transporter de fortes sommes d'argent pour son père, et achète un revolver calibre 6,35 mm pour 235 francs. Arrivé à l’ambassade d'Allemagne (ancien hôtel Beauharnais), il demande à avoir un entretien avec le secrétaire particulier de l'ambassadeur, afin de lui remettre un document important. Le troisième conseiller Ernst vom Rath le reçoit alors dans son bureau. Les deux hommes sont assis face à face devant le bureau ; vom Rath lui demande l'objet de sa visite, Grynszpan se lève, sort de la poche du veston son pistolet et s'écrie : « Vous êtes un sale boche et au nom de douze mille Juifs persécutés, voici le document ! ». Il tire cinq fois. Vom Rath s'écroule mais trouve la force d'appeler au secours. Herschel Grynszpan, qui n'a pas tenté de s'enfuir, est arrêté par le personnel allemand et remis à l'agent de police François Autret, qui est en faction devant l'ambassade.
Grièvement blessé, Ernst vom Rath est emmené à la clinique de l'Alma, rue de l'Université, où il succombe le surlendemain, 9 novembre, à 16h30. La Nuit de Cristal suit immédiatement sa mort, lancée par les nazis le 9 novembre 1938 à 23 h, se poursuivant le 10 et s’estompant le 11 au matin dans les grandes villes du Reich. Le manque de réaction à la hauteur de l'événement dans les pays limitrophes est dû aux préparatifs pendant le week-end des cérémonies de l'Armistice du 11 novembre 1918.

### Déclarations après l'arrestation

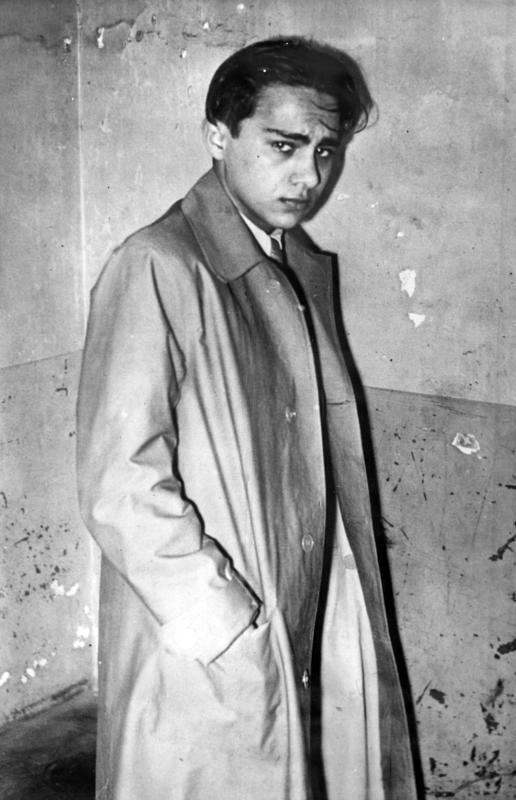
Herschel Grynszpan, le 8 novembre 1938.

Juste après son arrestation, au policier qui l'amène au commissariat de police, rue de Bourgogne, Grynzspan explique : « J'ai tiré cinq coups de revolver sur un homme seul qui se trouvait dans le bureau pour me venger des Allemands. J'ai fait cela pour venger mes parents qui sont malheureux en Allemagne. ».
Quand le commissaire s'apprête à recevoir la déposition de l'inculpé, un fonctionnaire de l'ambassade arrive, et contre toutes les règles de procédure, interroge Grynszpan :
— Pourquoi avez-vous tiré sur le secrétaire d'ambassade ?
— Pour me venger des persécutions infligées par ces sales Boches.
— Pourquoi vous croyez-vous chargé de cette vengeance ?
— Parce que les expulsés polonais sont mes coreligionnaires.
— Vous êtes Juif ?
— Oui.
Durant la fouille, on trouve la carte d'adieu écrite dans la matinée à l'hôtel. Cette carte sera utilisée par la partie civile pour prouver la préméditation.
Après avoir enregistré les premiers aveux, le commissaire de police procède à une reconstitution. Le trajet est refait en compagnie de Grynszpan qui est alors confronté à son oncle, à l'armurier, puis au tenancier de l'hôtel. Toutefois, il refuse de se rendre à l'ambassade d'Allemagne, de peur d'y être retenu. Dans le procès-verbal, le meurtrier reconnaît les faits. Le lendemain après-midi, devant le juge d'instruction, il essaie de modifier la mauvaise impression de la veille :

« Je n'ai agi ni par haine ni par vengeance, mais par amour pour mon père et pour mon peuple qui subissent des souffrances inouïes. Je regrette profondément d'avoir blessé un homme, mais je n'avais pas d'autre moyen d'exprimer ma volonté. [...] Ce n'est pas un crime d'être Juif. Nous ne sommes pas des chiens. Le peuple juif a aussi le droit de vivre. »

### Une autre version
Une autre version a été avancée par l'historien allemand Hans-Jürgen Döscher,.
On a longtemps pensé que Grynszpan voulait assassiner l'ambassadeur d'Allemagne à Paris, le comte Johannes von Welczeck, mais plusieurs indices permettent d'en douter :
1. Le jeune tueur est admis librement sans avoir eu à remplir de formulaire ;
2. Il demande à voir un secrétaire, et non l'ambassadeur ;
3. L'ambassadeur était dans le bâtiment, contrairement à ce que la propagande allemande a laissé entendre par la suite pour faire croire que le jeune homme s'était « rabattu » sur vom Rath[15] ;
4. Des témoignages déposés lors d'un procès au parquet d'Essen font supposer que Grynszpan et Vom Rath avaient pu se rencontrer en fréquentant le milieu homosexuel parisien. Vom Rath aurait eu comme surnom « Notre Dame de Paris »[14] ;
5. Le témoignage ultérieur d'un médecin révèle que Vom Rath souffrait d'une MST typique des homosexuels (une gonorrhée rectale[11]) à son retour de Calcutta.

Ses parents confirment en décembre 1938 que Herschel avait demandé au secrétaire d'ambassade de l'aider à régulariser sa situation et celle de sa famille menacée d'expulsion en Allemagne. Vom Rath aurait refusé, d'où la colère de Herschel. En découvrant cette version, le ministère des Affaires étrangères du Reich aurait tenté de convaincre l'ambassadeur de faire une déposition disant que c'était lui qui était visé, mais Welczeck refusa toute déclaration.
À l'automne 1942, les préparatifs du procès sont interrompus sans motivation officielle.
Sur ce sujet, dès 1938, Maria van Rysselberghe écrit :

« On saurait de source certaine que l'attaché d'ambassade von (sic) Rath qui vient d'être assassiné avait les relations les plus intimes avec son petit Juif d'assassin.
 De quelle nature fut l'assassinat ? Il n'importe.
 L'idée qu'un représentant du Reich, qui vient d'être glorifié, péchait doublement au regard des lois de son pays, est assez drôle, et les représailles atroces n'en paraissent que plus monstrueuses, plus simplement intéressées, utilitaires.
 Comment ce scandale n'est-il pas exploité par la presse. »

### Assertions d'Abetz et d'Achenbach
Les Allemands ont produit de nombreuses explications, par la suite, pour expliquer pourquoi le tueur avait pris Ernst vom Rath comme cible. Selon Ernst Achenbach qui était secrétaire de l'ambassade dans les années 1930 : il aurait dû accueillir le 7 novembre, Herschel Grynszpan lorsque celui-ci s'apprêtait à commettre le meurtre contre Vom Rath. Le seul fait d'avoir été en retard ce jour-là et d'avoir été remplacé par ce dernier lui aurait sauvé la vie.
Durant son emprisonnement à Fresnes en 1950, Otto Abetz, ambassadeur de l'Allemagne en France de 1940 à 1944, écrit :

« Grynszpan avait tiré plusieurs coups de revolver sur le conseiller vom Rath qui lui tournait le dos pour remplir le formulaire usuel aux visiteurs inconnus et non convoqués. La plupart des balles se perdirent dans le mur, mais l'une d'elles atteignit le conseiller de telle sorte qu'il devait mourir deux jours plus tard de cette blessure. Ce jeune fonctionnaire, à cette heure matinale, ne faisait qu'un remplacement au service du protocole. C'était un adversaire du national-socialisme, il avait tendance aux idées mystiques et voyant même en Hitler « L'Antéchrist »… La recherche de complices éventuels ne donna aucun résultat et l'on ne parvint pas à établir si Grynszpan avait agi de son propre chef ou n'était qu'un émissaire. »

Notons que le policier chargé de l'enquête pour la partie allemande était le commissaire Karl Bömelburg venu spécialement de Berlin et qui est le futur chef de la Section IV - Amt A en France, c'est-à-dire la Gestapo.

## Le parcours judiciaire (1938-1940)

### L'incarcération
Le juge Tesnière inculpe Herschel Grynszpan d'assassinat et deux jours plus tard de meurtre avec préméditation. Il le fait incarcérer à la prison de Fresnes.
Dans un premier temps, Herschel Grynszpan est assisté par les avocats Henri (Herc) Szwarc et Vesinne-Larue, choisis par sa famille. Puis, sur les conseils du Congrès juif mondial et de la Fédération des sociétés juives de France, son oncle Salomon demande à maître de Moro-Giafferi d'assurer sa défense, assisté par Me Weill-Goudchaux et Me Fränkel. Maurice Garçon, lui, représente la partie civile allemande.
Maître de Moro-Giafferi assure également la défense de l’oncle et de la tante de Grynszpan inculpés d'infraction au décret sur la police des étrangers. La défense de Grynszpan n'est pas facilitée par le rapport des médecins psychiatres qui le déclarent sain d'esprit : « En nous plaçant strictement sur le terrain psychiatrique, nous n'avons trouvé aucun élément pathologique suffisant qui puisse entraîner au point de vue mental une atténuation de sa responsabilité. Celle-ci doit être considérée comme entière. Le jeune Herschel Grynszpan n'était pas en état de démence au moment de l'acte au sens de l'article 64 du code pénal… C'est un garçon normalement intelligent, il présente même une certaine finesse et il n'est pas particulièrement suggestible. Il juge avec beaucoup de pertinence certaines situations, par exemple, quand nous lui demandons pourquoi il ne s'est pas suicidé : c'est parce que, dit-il, il a réfléchi qu'à notre époque la mort d'un Juif n'aurait pas soulevé le monde, ainsi le but de sa protestation n'aurait pas été atteint. »
Grâce à l'appel lancé par la journaliste américaine Dorothy Thompson pour sensibiliser l'opinion à l'affaire, celle-ci récolte des fonds qui servent à supporter les lourdes charges financières des avocats.
Par l'intermédiaire d'un de ses avocats, Herschel Grynszpan envoie une lettre écrite le 28 août 1939 au ministre de la Justice pour s'engager dans l'armée française. Mais sa démarche est sans succès.

### De Paris à Berlin
Après s'être fait représenter par un avocat de l'ambassade, la partie civile décide la nomination du juriste Friedrich Grimm auxiliaire des services de Joseph Goebbels. Celui-ci nomme les avocats français maîtres Maurice Garçon et Maurice Loncle pour représenter le Reich. De plus, le conseiller Wolfgang Diewerge est nommé par Goebbels pour suivre l'affaire Grynszpan et organiser la propagande en France. En janvier 1939, les relations franco-allemandes étant bonnes, Grimm essaie de hâter le procès, mais deux mois plus tard tout est remis en cause par l'invasion de la Tchécoslovaquie. Les défenseurs souhaitent à leur tour avancer le procès. Mais au fil des péripéties politiques, vient le jour de l'invasion de la Pologne et de l'entrée en guerre de la France contre le IIIe Reich. Les demandes de mise en liberté pour Herschel sont toutes refusées, il subit ainsi vingt mois de détention préventive.
Le 1er juin 1940, le gouvernement doit organiser le repli de l'administration et l'évacuation des prisons. La Cour de Paris se déplace à Angers. Les détenus sont déplacés dans le sud de la région parisienne ; pour Grynszpan, c'est la prison d'Orléans. Il est évacué de force avec 96 codétenus vers la maison d'arrêt de Bourges, mais leur convoi est attaqué par l'aviation allemande. Le 17 juin 1940, dans la confusion générale, les prisonniers sont livrés à eux-mêmes mais certains, dont Grynszpan, préfèrent rejoindre quand même Bourges et se livrer. Le 18 juin au matin, le gardien chef de la prison demande ce qu'il faut faire des nouveaux prisonniers. Sur ordre du procureur général Paul Ribeyre, il est demandé de ne pas mentionner le nom de Grynszpan sur les registres de la prison et de le laisser partir sur la route libre de Châteauroux. Il se rend à la prison de Châteauroux mais on le relâche et Grynszpan repart seul et libre à Toulouse. Mais, après quinze jours de liberté, ne connaissant personne et étant totalement démuni, il frappe à la porte de la prison de Toulouse. Le hasard veut qu'il se retrouve dans la région où son oncle et sa tante se sont réfugiés, ainsi que ses avocats, dont Moro-Giafferi, qui séjourne à Aiguillon en Lot-et-Garonne. Malheureusement, il n'en sait rien. Le 19 juin, les nazis le traquent toujours, ils retrouvent sa trace à la prison de Bourges mais il est déjà parti.
Les services de la police allemande dirigés par Helmut Knochen, qui avaient dans leurs fichiers la liste des émigrés allemands ennemis du régime nazi, se mettent à le rechercher activement et réussissent à convaincre le régime de Vichy d'effectuer une recherche dans les prisons de la zone libre. Ils ne tardent pas à le retrouver et le gouvernement Pétain-Laval livre Herschel Grynszpan aux Allemands à la mi-juillet 1940.
Otto Abetz, ambassadeur allemand à Paris, télégraphie : « Suivant la demande allemande, Grynszpan a été livré ce jour, 18 juillet 1940, à des émissaires allemands à la ligne de démarcation et transféré à Berlin. »

## Dernières années

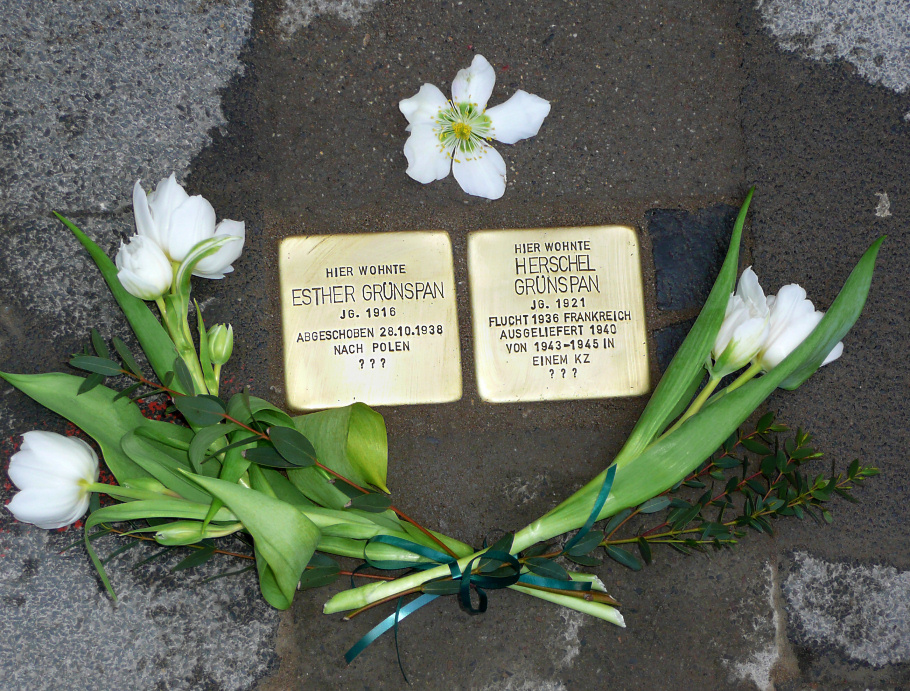
Plaques en mémoire d'Herschel Grynszpan et de sa sœur Esther, placées près de leur dernière résidence à Hanovre.

Une fois à Berlin, Herschel est interrogé de façon clémente eu égard à son importance pour la propagande de Joseph Goebbels. Il est transféré le 18 janvier 1941 à la prison (Zellenbau) du camp de concentration de Sachsenhausen (situé à environ 30 km au nord de Berlin), où il bénéficie d'un régime préférentiel par rapport au reste des déportés, en vue du procès à grand spectacle prévu par le régime. Il partage sa captivité avec l'ancien chancelier d'Autriche Kurt von Schuschnigg. Durant l'été 1941, il est placé en détention à la prison de Berlin-Moabit, placée sous la gestion de la Gestapo.
La loi allemande ne permettant pas de juger un crime politique commis à l'étranger par un apatride, les autorités du Reich contournent la difficulté en l'inculpant pour haute trahison. Le Ministère de la Propagande fixe la date du procès au 18 février 1942, où il est prévu de faire témoigner l'ancien ministre français Georges Bonnet. Mais à cette date se tient un autre procès important en France, celui de Riom, qui contrarie les plans de Goebbels ; Hitler et lui fixent une autre date, soit le 11 mai 1942. C'est à ce moment que Herschel Grynszpan jette un pavé dans la mare : il prétend avoir eu des relations homosexuelles avec vom Rath, ce qui bloque la machine judiciaire.
Goebbels écrit dans son journal : « Grynszpan a trouvé l'argument insolent selon lequel il aurait eu des rapports homosexuels avec le conseiller vom Rath. Il s'agit naturellement d'un mensonge éhonté. Mais c'est bien trouvé et si la chose était rapportée dans un procès public, elle deviendrait sûrement l'argument principal de la propagande adverse ».
Ses codétenus de Sachsenhausen confirment à la Libération que Herschel Grynszpan leur avait dit avoir inventé cette histoire. Il est probablement mort en prison en 1945, peu avant la fin de la guerre. Il fut cependant signalé, entre autres, comme vivant à Paris en 1957, mais aucune des allégations avancées n'a jamais pu être confirmée.
En 1958, ses parents, qui avaient émigré en 1948 en Israël avec leur seul enfant survivant (Mordechai), estiment que leur fils Herschel a été tué par les nazis. Ils mènent alors une action en justice devant la justice allemande afin d'obtenir réparation de l'État allemand. C'est la Cour de Hanovre, compétente en raison du dernier domicile de la famille en Allemagne, qui est saisie de cette demande. La Cour saisie rend un arrêt le 1er juin 1960 déclarant Herschel décédé et la date de décès est fixée par les juges au 8 mai 1945. De tels faits sont notamment rappelés dans l'ouvrage de Corinne Chaponnière intitulé Les quatre coups de la nuit de Cristal qui a été publié par les éditions Albin Michel, en septembre 2015.   
Adolf Eichmann, à son procès en 1961, mentionne lors d'une déposition avoir reçu l'ordre d'interroger Herschel Grynszpan avec égards en 1943 ou 1944. Celui-ci ne lui donna que quelques réponses laconiques. Le premier témoin ayant comparu au procès d'Eichmann fut Sendel Grynszpan, le père de Herschel. Il était convaincu de la mort de son fils.
En 2016, Christa Prokisch, archiviste en chef du musée juif de Vienne et Armin Fuhrer, journaliste et historien allemand spécialiste de Grynszpan, estiment qu'on reconnaît avec une quasi-certitude Herschel Grynszpan sur une photographie le 3 juillet 1946 dans un camp pour personnes déplacées à Bamberg alors qu'il participait à une manifestation de survivants de la Shoah protestant contre le refus des autorités britanniques de les laisser émigrer en Palestine, territoire conquis en décembre 1917 par l'armée britannique puis placé sous mandat britannique en 1922 suivant la décision prise par la Société des Nations. 
Comme explications possibles de la discrétion d'Herschel Grynszpan, Prokisch envisage qu'il ait collaboré avec les nazis, ce qui expliquerait leur mansuétude envers lui ; Armin Fuhrer, lui, rappelle qu'il était mal vu par certains Juifs qui lui reprochaient d'avoir déclenché les pires des représailles contre leur communauté.

#### Archives
- Centre de documentation juive contemporaine, Paris

#### Articles
- Hans-Jürgen Döscher, « Révélations sur la « nuit de Cristal » », L'Histoire, no 274, mars 2003, p. 18-19

#### Livres
- Rita Thalmann et Emmanuel Feinermann, La Nuit de Cristal, Robert Laffont, 1972
- Michel Ferracci-Porri, Beaux Ténèbres, Éditions Normant, 2008,  (ISBN 978-2915685343) (livre sur Eugène Weidmann, défendu en 1939 par Vincent Moro-Giafferi)
- Corinne Chaponnière, Les quatre coups de la nuit de cristal : Paris, 7 novembre 1938 : l'affaire Grynszpan-vom Rath, Albin Michel, 2015

#### En anglais
- Gerald Schwab, The Day the Holocaust began: The Odyssey of Herschel Grynszpan, New York, 1990 (« Le jour où l'Holocauste a commencé : L'Odyssée de Herschel Grynszpan »)

#### En allemand
- Hans-Jürgen Döscher, Reichskristallnacht. Die Novemberpogrome 1938, Econ Tb., 2000  (ISBN 3612267531) (« La Nuit de Cristal Le pogrom de novembre 1938 »)
- Andreas Friedrich Bareiss, Herschel Feibel Grynszpan, Éditions Haland & Wirth, 2005   (ISBN 3-898-06930-3)
- Armin Fuhrer, Herschel, Das Attentat des Herschel Grynszpan am 7. November 1938 und der Begin des Holocaust («Herschel, l'attentat commis le 7 novembre 1938 par Herschel Grynszpan, et le début de l'Holocauste»), Berlin Story Verlag, 2013.

#### En néerlandais
- Sidney Smeets, De wanhoopsdaad: hoe een zeventienjarige jongen de Kristallnacht ontketende, Balans, Amsterdam 2013. [ (ISBN 978-9-460-03718-4) (« L'acte de désespoir : comment un jeune de 17 ans a déclenché la Nuit de Cristal »)

#### Livre d'époque
- Pierre Dumoulin, L'affaire Grynspan : Un attentat contre la France, Paris, Éditions Jean-Renard, 1942

### Filmographie
- Livrez-nous Grynszpan !, France, 2007, un film documentaire de 76' écrit par Joël Calmettes et Robert Badinter, réalisé par Joël Calmettes, diffusé par France 2 et Arte (notamment le 29 octobre 2008, dans le cadre des Mercredis de l'Histoire, rediffusé sur Arte le 4 novembre 2008 et le 9 novembre 2011), Filmdoc , en ligne
- L'Affaire Grynszpan, France 2007, un film documentaire de 55' écrit par Emmanuel Migeot-Joubert, réalisé par Cédric Codom, rediffusé sur Planète le 12 août 2008, voici une vidéo résumant ce documentaire : http://www.museumoffamilyhistory.com/sr-17-laffaire-grynszpan.htm